# Jumping (EP)
Albums de Kara
Kara Best 2007–2010
(2010) Girl's Talk
(2010)
Singles
1. Jumping
Sortie : 10 novembre 2010

Jumping (coréen: 점핑) est le quatrième mini-album du girl group sud-coréen Kara. Il est sorti le 10 novembre 2010 avec le titre principal du même nom.

## Liste des titres
| 1.    | Love Is                | Song Soo-Yun | Han Jae-Ho, Kim Seung-Soo | 3:25 |
| 2.    | Jumping (점핑)         | Song Soo-Yun | Han Jae-Ho, Kim Seung-Soo | 2:58 |
| 3.    | Burn                   | Song Soo-Yun | Han Jae-Ho, Kim Seung-Soo | 3:30 |
| 4.    | Binks                  | Song Soo-Yun | Han Jae-Ho, Kim Seung-Soo | 3:13 |
| 5.    | With                   | Song Soo-Yun | Hwang-Hyun                | 3:28 |
| 6.    | Jumping (Instrumental) |              | Han Jae-Ho, Kim Seung-Soo | 2:58 |
| 18:12 |                        |              |                           |      |

## Classement

### Album
| Classement                            | Meilleure position |
| ------------------------------------- | ------------------ |
| South Korea Gaon Weekly albums chart  | 1                  |
| South Korea Gaon Monthly albums chart | 4                  |
| South Korea Gaon Yearly albums chart  | 37                 |
| Japan Oricon Weekly Chart             | 52                 |

### Single
| "Jumping" | 3 |

#### Autres chansons classées
| "Love Is" | 77  |
| "Burn"    | 98  |
| "Binks"   | 102 |
| "With"    | 104 |

### Ventes et certifications
| Classement            | Quantité |
| --------------------- | -------- |
| Gaon physical sales   | 78 557   |
| Oricon physical sales | 12 885   |

## Historique de sortie
| Pays         | Date             | Format                       | Label     | Distribution    |
| ------------ | ---------------- | ---------------------------- | --------- | --------------- |
| Corée du Sud | 10 novembre 2010 | Téléchargement numérique     | DSP Media | Mnet Media      |
| Corée du Sud | 17 novembre 2010 | CD                           | DSP Media | Mnet Media      |
| Japon        | 23 février 2011  | Téléchargement numérique, CD | DSP Media | Universal Sigma |